# Éric Bougnon
Éric Bougnon, né le 12 janvier 1967 à Périgueux (Dordogne), est un acteur français.

## Filmographie

### Cinéma

#### Longs métrages
- 2001 : Un crime au Paradis de Jean Becker : Le gendarme Briscot
- 2003 : Pas de repos pour les braves de Alain Guiraudie : Le serveur
- 2005 : Voici venu le temps de Alain Guiraudie : Fogo Lompla
- 2005 : Sauf le respect que je vous dois de Fabienne Godet
- 2007 : Le Candidat de Niels Arestrup
- 2008 : La Fabrique des sentiments de Jean-Marc Moutout : Brice
- 2008 : Coluche : L'Histoire d'un mec de Antoine de Caunes : Un motard
- 2009 : La Première Étoile de Lucien Jean-Baptiste : Un client du PMU des Gets
- 2010 : L'amour c'est mieux à deux de Dominique Farrugia et Arnaud Lemort
- 2011 : Low Cost de Maurice Barthélemy : Yannick
- 2012 : Zabana ! de Said Ould Khelifa
- 2012 : Mains armées de Pierre Jolivet : Melik
- 2013 : Les Invincibles de Frédéric Berthe : Collard
- 2014 : Mea Culpa de Fred Cavayé : Karl
- 2014 : Un village presque parfait de Stéphane Meunier : Le fermier
- 2015 : Bis de Dominique Farrugia : L'entraîneur de foot
- 2015 : La Marcheuse de Naël Marandin : Le policier Vincent
- 2016 : Dieumerci ! de Lucien Jean-Baptiste : Le chef de chantier
- 2016 : Des nouvelles de la planète Mars de Dominik Moll : Le père de Roxane
- 2016 : Primaire de Hélène Angel : Un enseignant
- 2016 : Lumière Amoureuse de Lifang Wan
- 2017 : Un sac de billes de Christian Duguay : Subinagué
- 2017 : Ce qui nous lie de Cédric Klapisch : Gérard, le voisin
- 2017 : Grand Froid de Gérard Pautonnier : Boris
- 2017 : Mission Pays basque de Ludovic Bernard : Patxi
- 2022 : Nos frangins de Rachid Bouchareb : Commissaire Sorbonne
- 2023 : Flo de Géraldine Danon : Le policier
- 2025 : Le Secret de Khéops de Barbara Schulz : Le chef de chantier métro

#### Courts métrages
- 2001 : Intimisto de Licia EMINENTI : L'homme de l'appartement
- 2007 : Un nouveau contrat de Christophe Leraie : Baptiste
- 2008 : Des obsèques de principe de Philibert Bacot : Bernard
- 2008 : Mordre de Nourdine Halli : Perez
- 2012 : La Tête froide de Nicolas Mesdom : L'entraîneur
- 2015 : L'Étourdissement de Gérard Pautonnier : Zerbi
- 2018 : La parenthèse des huîtres de Camille Farnier : Paul

### Télévision
- 2000 : La Bicyclette bleue : Aspirant génie (3 épisodes)
- 2004 : Julie Lescaut : Capitaine Bac (1 épisode)
- 2004 : Un petit garçon silencieux : le président de la commission
- 2005 : Allons petits enfants : le 400e pompier
- 2007 : Samantha Oups ! : Adémar
- 2007 : La Taupe : Herman
- 2008 : Un flic : Bruno Leray (1 épisode)
- 2008 : Le Silence de l'épervier : Anton Savic (4 épisodes)
- 2008 : Désobéir : l'officier espagnol à la frontière
- 2009 : Cartouche, le brigand magnifique : La Guigne
- 2009-2013 : Section de recherches : le gendarme infiltré et le Lieutenant Bourdoin (2 épisodes)
- 2010 : Avocats et Associés : Alfred Kantar (1 épisode)
- 2010 : Les Bleus, premiers pas dans la police : Émile Chaumont (1 épisode)
- 2010 : La Maison des Rocheville : le journaliste (1 épisode)
- 2010 : Petite Fille : Christian
- 2010 : 1788... et demi : Gérard (2 épisodes)
- 2011 : Marthe Richard : Marcel
- 2011 : Louis XI, le pouvoir fracassé : Sauveterre
- 2013 : Tiger Lily, 4 femmes dans la vie : Manuel (1 épisode)
- 2014 : Richelieu : La Pourpre et le sang : Vicomte de Fontrailles
- 2014 : Belinda et moi : Commissaire Vignaud
- 2014 : Le juge est une femme : Régis Sannier (1 épisode)
- 2015 : Sanctuaire : Frank
- 2015 : Le Passager : Le Para (1 épisode)
- 2017 : Meurtres à Sarlat de Delphine Lemoine : Max
- 2018 : Alexandra Ehle (pilote) : Jean-Baptiste Delorme
- 2019 : Les Secrets du château de Claire de La Rochefoucauld : Marc Faubert
- 2021 : HPI (saison 2, épisode 4 « Enfant de »), réalisé par Vincent Jamain : Laurent Beliard
- 2022 : Désordres de Florence Foresti : Kiki

## Voix

### Film d'animation
- 2018 : Astérix : Le Secret de la potion magique : le capitaine Barbe-Rouge